# 明尼阿波利斯
明尼阿波利斯（英語：Minneapolis）是美国明尼苏达州最大的都市，该州东南部亨内平县的县治。该市位于密西西比河的两岸，明尼苏达河与密西西比河汇流点以北，紧邻明尼苏达州首府圣保罗，两市合称“双子城”，一同构成明尼阿波利斯—聖保羅都會區的核心。该都會區拥有約380萬居民，位列美国第14大都市区。在2014年，明尼阿波利斯城市人口估计为407,207人，是美国第46大城市和明尼苏达州最大的城市。
明尼阿波利斯是一个水资源丰富的城市，拥有20处湖泊和湿地、密西西比河河滨，以及众多的溪流与瀑布。
明尼阿波利斯在历史上曾是世界的面粉工业之都和重要的伐木业中心，如今，该市仍然是芝加哥与西雅图之间广阔区域最重要的商业中心。明尼阿波利斯也拥有众多吸引着创作者与观众的文化机构，涉及戏剧、视觉艺术、文学和音乐各个领域，其中著名的格斯里剧院是纽约百老汇以外的地方剧院的先驱。该市还拥有多样化的人口，长期以来形成了通过公共社会改良规划或私人的善举来支持慈善事业的传统。明尼阿波利斯也是公共园林系统的典范，每个家庭到公园的距离都在800米之内。
该市名称的命名者是该市第一位学校教师，他将拉科塔语中表示水的词和希腊语表示城市的词组合成该市的名称。明尼阿波利斯的绰号是“湖城（City of Lakes）”和“面粉城（Mill City）”。

## 历史
在1680年法国探险家到达这里之前，唯一的居民是达科他苏人。1819年，美国陆军在此修建斯内灵堡，带动了该地区的发展。达科他人的姆戴瓦坎坦分支被迫将他们的土地出售给政府，好让从东部来的移民定居此地。1856年，明尼苏达立法机构承认坐落于密西西比河西岸的今天的明尼阿波利斯具有镇的地位。1867年，明尼阿波利斯通过合并成为一个城市，这一年连接明尼阿波利斯和芝加哥的铁路开通，1872年又并入了东岸的圣安东尼市。

装运面粉，1939年

明尼阿波利斯环绕着密西西比河上唯一的瀑布——聖安東尼瀑布发展起来。磨坊主自从公元前1世纪就有开始利用水力的传统。在早期，明尼苏达北部的森林提供了伐木业的资源，该市则利用瀑布的水能兴建了17个锯木厂。到1871年，河流的西岸已经拥有23个企业，包括面粉厂、毛纺厂、炼铁厂、铁路机械厂、棉纺厂、造纸厂和刨木厂。到1905年，明尼阿波利斯几乎出产全美国10%的面粉。在生产高峰年份，仅仅华斯本"A"面粉厂一个厂家每天就能生产出足供制造1200万块面包的面粉。
在1950年代和1960年代，作为市区重建计划的一部分，该市将横跨25个街区（占市中心的40%）的大约200座建筑夷为平地，摧毁了整个盖特韦区，以及包括都会大厦在内的许多著名建筑。保存这些建筑的努力失败了，但却引发了该州公民对历史遗产保护的兴趣。
2020年5月，該市發生員警疑似執法過當而導致民眾死亡的爭議，引起一連串的示威和抗議活動。

## 地理与气候

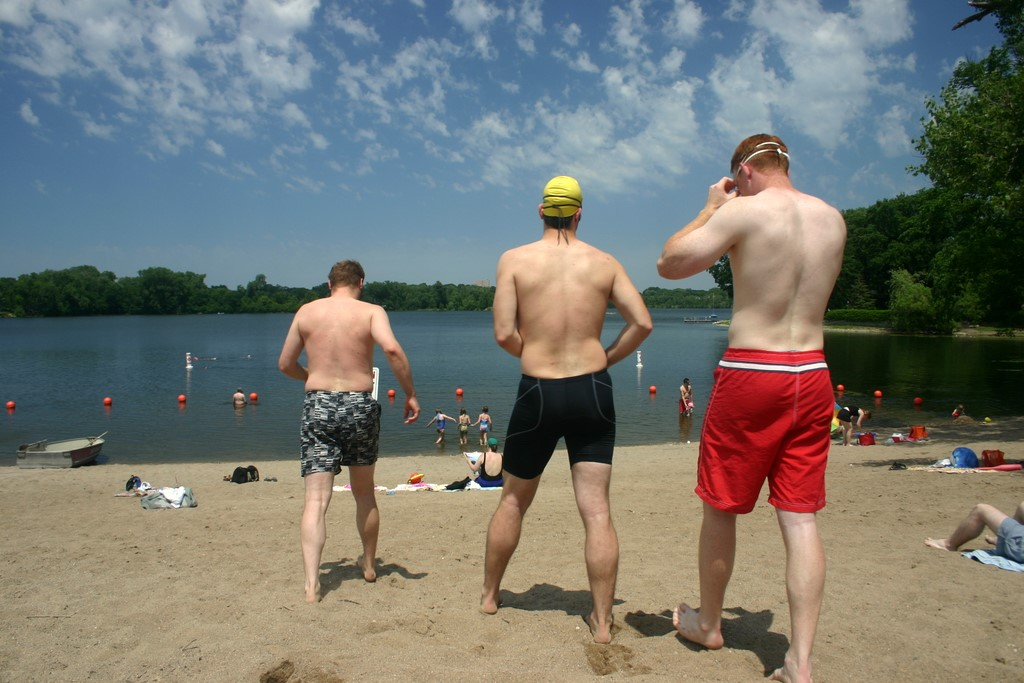
夏季到雪松湖（Cedar Lake）游泳

多水是明尼阿波利斯主要的地理特征，这是约一万年前末次冰期带给该地区的影响，它的历史与经济发展都与水密切相关。源于退缩冰川和阿加西湖的冰源河将密西西比河床切断，形成了这条河上唯一一条瀑布——圣安东尼瀑布，这对于明尼阿波利斯早期定居者的生存十分重要。该市坐落于自流含水层和平坦地带之上，总面积为151.3平方公里，其中6%都是水域。
明尼阿波利斯市中心恰好位于北纬45°线南侧，该市海拔最低处为209米。

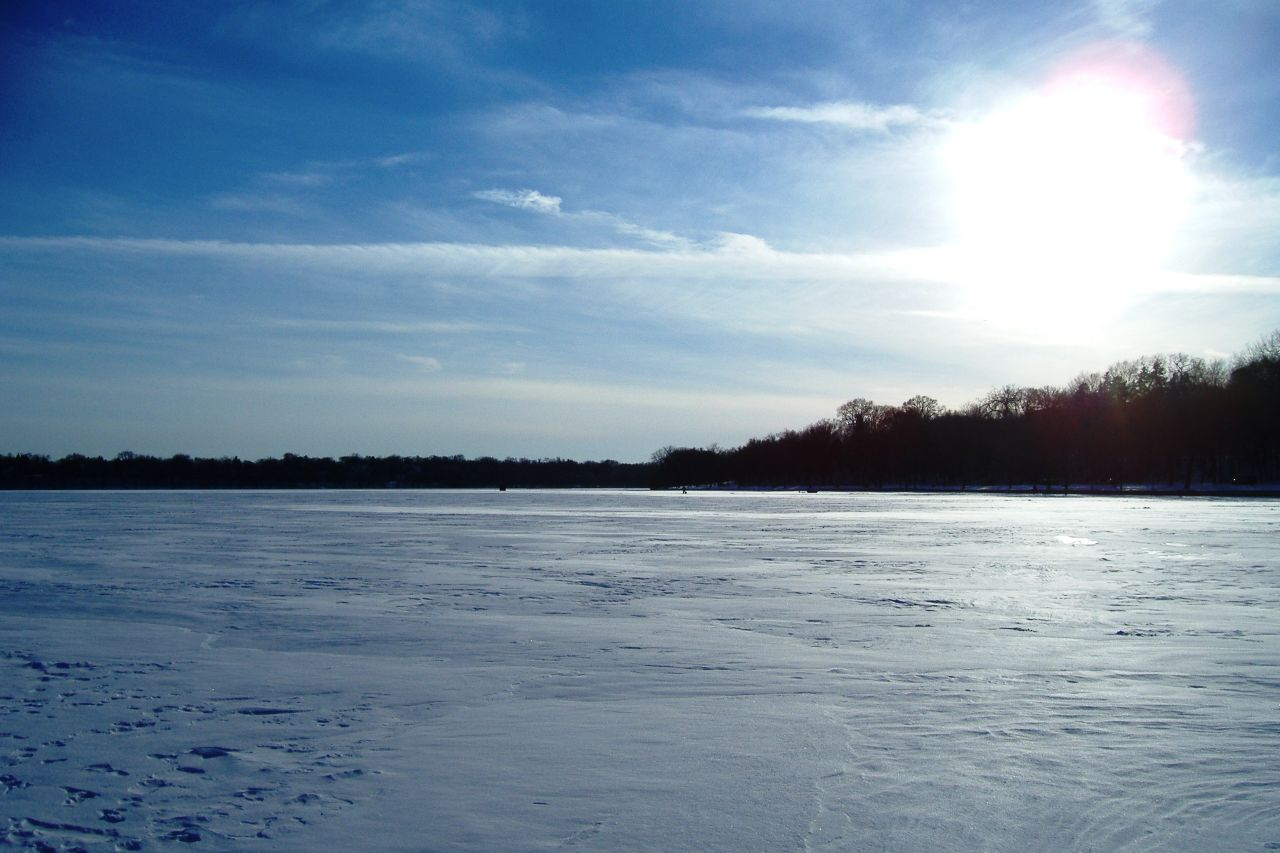
哈里特湖（Lake Harriet）在冬季冰冻，这是冰河撤退时形成的一个湖泊

明尼阿波利斯的气候是美国上中西部气候的典型。冬季严寒并且干燥，而夏季温暖，有时炎热，而且常常很潮湿。根据柯本气候分类法，明尼阿波利斯属于夏季炎热的湿润性大陆气候。各种天气情况都会在该市发生，包括雪、冰雹、冰、雨、雷暴、龙卷风、雾等等。由于地处美国北部的位置，并且缺少大型水体缓和空气，明尼阿波利斯在冬季经常遭受寒冷的北极气团的袭击，尤其是在12月、1月和2月。明尼阿波利斯-圣保罗都市区的年平均气温为7.9 °C（46.2 °F），成为美国本土年平均气温最低的都市区。
冬季寒冷而漫长，潮湿，日照少，日最高气温低于−10 °C（14 °F）的平均日数为16天，日最低气温低于−20 °C（−4 °F）的平均日数为14天，低于−25 °C（−13 °F）的有3.2天；夏季相对炎热潮湿，日最高气温超过30 °C（86 °F）的日数年均有29天，35 °C（95 °F）以上的有2.6天。最冷月（1月）均温−8.8 °C（16.2 °F），极端最低气温−41 °C（−41 °F）（1888年1月21日）。最热月（7月）均温23.5 °C（74.3 °F），极端最高气温42 °C（108 °F）（1936年7月14日）。无霜期平均为165天（4月26日至10月7日）；可测量降雪平均期为11月2日至4月9日。年均降水量约803（31.62英寸），年极端最少降水量为293（11.54英寸）（1910年），最多为1,097（43.17英寸）（2019年）。年均降雪量为130（51.2英寸）；1930–31年的降雪量最少，积累降雪量只有36（14.2英寸），1983–84年的降雪量最多，积累降雪量为250（98.6英寸）。
| 明尼阿波利斯－圣保罗国际机场（1991–2020年正常值，1871年至今极端数据） | 明尼阿波利斯－圣保罗国际机场（1991–2020年正常值，1871年至今极端数据） | 明尼阿波利斯－圣保罗国际机场（1991–2020年正常值，1871年至今极端数据） | 明尼阿波利斯－圣保罗国际机场（1991–2020年正常值，1871年至今极端数据） | 明尼阿波利斯－圣保罗国际机场（1991–2020年正常值，1871年至今极端数据） | 明尼阿波利斯－圣保罗国际机场（1991–2020年正常值，1871年至今极端数据） | 明尼阿波利斯－圣保罗国际机场（1991–2020年正常值，1871年至今极端数据） | 明尼阿波利斯－圣保罗国际机场（1991–2020年正常值，1871年至今极端数据） | 明尼阿波利斯－圣保罗国际机场（1991–2020年正常值，1871年至今极端数据） | 明尼阿波利斯－圣保罗国际机场（1991–2020年正常值，1871年至今极端数据） | 明尼阿波利斯－圣保罗国际机场（1991–2020年正常值，1871年至今极端数据） | 明尼阿波利斯－圣保罗国际机场（1991–2020年正常值，1871年至今极端数据） | 明尼阿波利斯－圣保罗国际机场（1991–2020年正常值，1871年至今极端数据） | 明尼阿波利斯－圣保罗国际机场（1991–2020年正常值，1871年至今极端数据） |
| 月份 | 1月                                                                   | 2月                                                                   | 3月                                                                   | 4月                                                                   | 5月                                                                   | 6月                                                                   | 7月                                                                   | 8月                                                                   | 9月                                                                   | 10月                                                                  | 11月                                                                  | 12月                                                                  | 全年                                                                  |
| --- | --------------------------------------------------------------------- | --------------------------------------------------------------------- | --------------------------------------------------------------------- | --------------------------------------------------------------------- | --------------------------------------------------------------------- | --------------------------------------------------------------------- | --------------------------------------------------------------------- | --------------------------------------------------------------------- | --------------------------------------------------------------------- | --------------------------------------------------------------------- | --------------------------------------------------------------------- | --------------------------------------------------------------------- | --------------------------------------------------------------------- |
| 历史最高温 °F（°C） | 58 (14)                                                               | 65 (18)                                                               | 83 (28)                                                               | 95 (35)                                                               | 106 (41)                                                              | 104 (40)                                                              | 108 (42)                                                              | 103 (39)                                                              | 104 (40)                                                              | 92 (33)                                                               | 77 (25)                                                               | 68 (20)                                                               | 108 (42)                                                              |
| 平均最高温 °F（°C） | 42.5 (5.8)                                                            | 46.7 (8.2)                                                            | 64.7 (18.2)                                                           | 79.7 (26.5)                                                           | 88.7 (31.5)                                                           | 93.3 (34.1)                                                           | 94.4 (34.7)                                                           | 91.7 (33.2)                                                           | 88.3 (31.3)                                                           | 80.1 (26.7)                                                           | 62.1 (16.7)                                                           | 47.1 (8.4)                                                            | 96.4 (35.8)                                                           |
| 平均高温 °F（°C） | 23.6 (−4.7)                                                           | 28.5 (−1.9)                                                           | 41.7 (5.4)                                                            | 56.6 (13.7)                                                           | 69.2 (20.7)                                                           | 79.0 (26.1)                                                           | 83.4 (28.6)                                                           | 80.7 (27.1)                                                           | 72.9 (22.7)                                                           | 58.1 (14.5)                                                           | 41.9 (5.5)                                                            | 28.8 (−1.8)                                                           | 55.4 (13.0)                                                           |
| 平均低温 °F（°C） | 8.8 (−12.9)                                                           | 12.7 (−10.7)                                                          | 24.9 (−3.9)                                                           | 37.5 (3.1)                                                            | 49.9 (9.9)                                                            | 60.4 (15.8)                                                           | 65.3 (18.5)                                                           | 62.8 (17.1)                                                           | 54.2 (12.3)                                                           | 40.9 (4.9)                                                            | 27.7 (−2.4)                                                           | 15.2 (−9.3)                                                           | 38.4 (3.6)                                                            |
| 平均最低温 °F（°C） | −14.7 (−25.9)                                                         | −8.0 (−22.2)                                                          | 2.7 (−16.3)                                                           | 21.9 (−5.6)                                                           | 35.7 (2.1)                                                            | 47.3 (8.5)                                                            | 54.5 (12.5)                                                           | 52.3 (11.3)                                                           | 38.2 (3.4)                                                            | 26.0 (−3.3)                                                           | 9.2 (−12.7)                                                           | −7.1 (−21.7)                                                          | −16.9 (−27.2)                                                         |
| 历史最低温 °F（°C） | −41 (−41)                                                             | −33 (−36)                                                             | −32 (−36)                                                             | 2 (−17)                                                               | 18 (−8)                                                               | 34 (1)                                                                | 43 (6)                                                                | 39 (4)                                                                | 26 (−3)                                                               | 10 (−12)                                                              | −25 (−32)                                                             | −39 (−39)                                                             | −41 (−41)                                                             |
| 平均降水量 （mm） | 0.89 (23)                                                             | 0.87 (22)                                                             | 1.68 (43)                                                             | 2.91 (74)                                                             | 3.91 (99)                                                             | 4.58 (116)                                                            | 4.06 (103)                                                            | 4.34 (110)                                                            | 3.02 (77)                                                             | 2.58 (66)                                                             | 1.61 (41)                                                             | 1.17 (30)                                                             | 31.62 (803)                                                           |
| 平均降雪量 （cm） | 11.0 (28)                                                             | 9.5 (24)                                                              | 8.2 (21)                                                              | 3.5 (8.9)                                                             | 0.0 (0.0)                                                             | 0.0 (0.0)                                                             | 0.0 (0.0)                                                             | 0.0 (0.0)                                                             | 0.0 (0.0)                                                             | 0.8 (2.0)                                                             | 6.8 (17)                                                              | 11.4 (29)                                                             | 51.2 (130)                                                            |
| 平均降水天数（≥ 0.01 in） | 9.6                                                                   | 7.8                                                                   | 9.0                                                                   | 11.2                                                                  | 12.4                                                                  | 11.8                                                                  | 10.4                                                                  | 9.8                                                                   | 9.3                                                                   | 9.5                                                                   | 8.3                                                                   | 9.7                                                                   | 118.8                                                                 |
| 平均降雪天数（≥ 0.1 in） | 9.3                                                                   | 7.3                                                                   | 5.2                                                                   | 2.4                                                                   | 0.1                                                                   | 0.0                                                                   | 0.0                                                                   | 0.0                                                                   | 0.0                                                                   | 0.6                                                                   | 4.5                                                                   | 8.8                                                                   | 38.2                                                                  |
| 平均相對濕度（％） | 71                                                                    | 71                                                                    | 67                                                                    | 59                                                                    | 60                                                                    | 64                                                                    | 66                                                                    | 69                                                                    | 70                                                                    | 67                                                                    | 72                                                                    | 75                                                                    | 68                                                                    |
| 月均日照時數 | 156.7                                                                 | 178.3                                                                 | 217.5                                                                 | 242.1                                                                 | 295.2                                                                 | 321.9                                                                 | 350.5                                                                 | 307.2                                                                 | 233.2                                                                 | 181.0                                                                 | 112.8                                                                 | 114.3                                                                 | 2,710.7                                                               |
| 可照百分比 | 55                                                                    | 61                                                                    | 59                                                                    | 60                                                                    | 64                                                                    | 69                                                                    | 74                                                                    | 71                                                                    | 62                                                                    | 53                                                                    | 39                                                                    | 42                                                                    | 59                                                                    |
| 来源：NOAA（1981–2010年相对湿度；1961–1990年日照） 明尼阿波利斯－圣保罗国际交换站，1871年1月–1890年12月在圣保罗，1891年1月–1938年4月8日在明尼阿波利斯气象局，1938年4月9日起在明尼阿波利斯－圣保罗国际机场。 |                                                                       |                                                                       |                                                                       |                                                                       |                                                                       |                                                                       |                                                                       |                                                                       |                                                                       |                                                                       |                                                                       |                                                                       |                                                                       |

## 人口

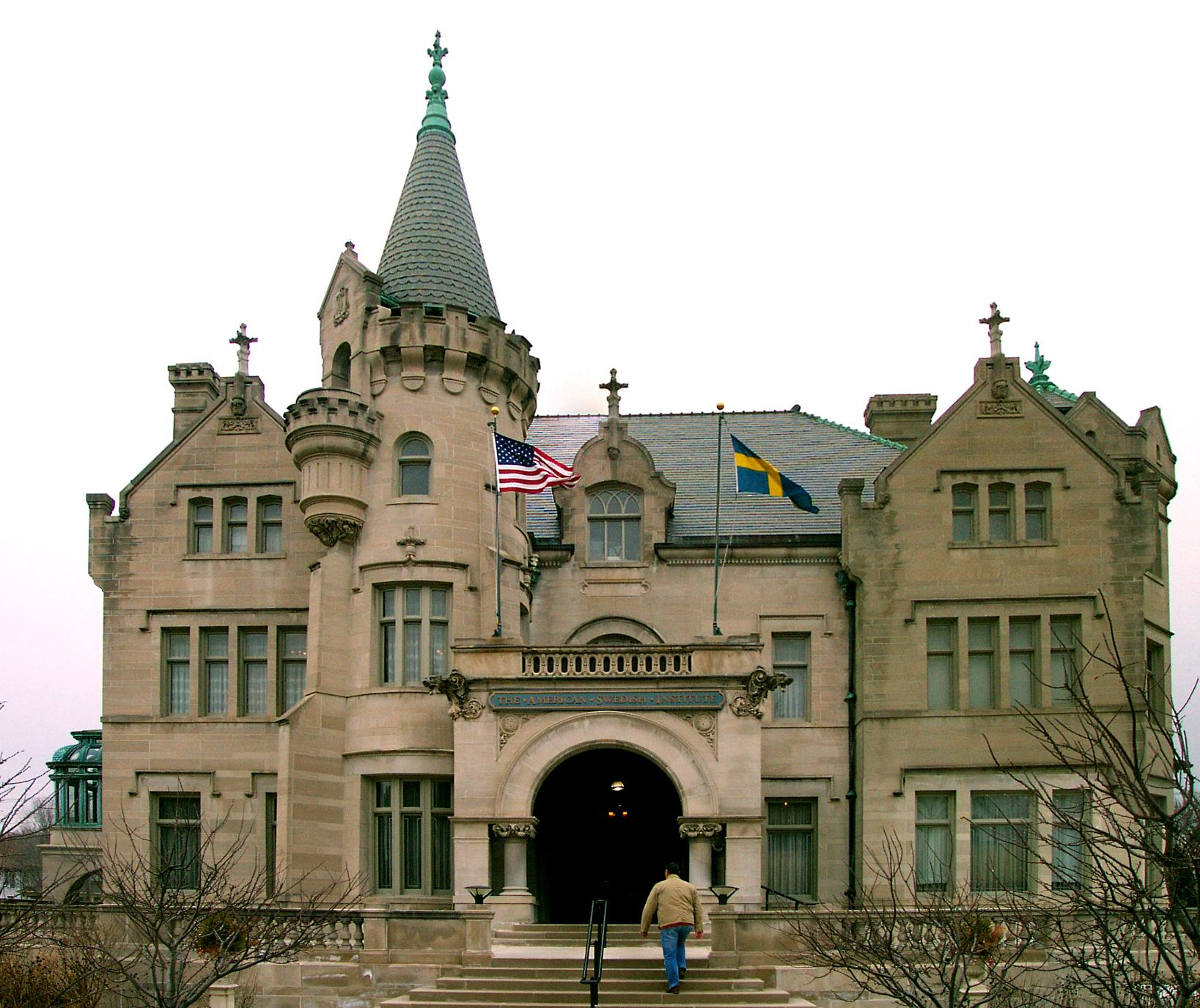
美国瑞典学会

明尼阿波利斯的居民极为多样化，祖先来自五个大洲。在1850年代和1860年代，明尼阿波利斯的新移民来自新英格兰和纽约，1860年代中叶，新移民来自北欧瑞典、挪威和丹麦。后来，新移民来自德国、意大利、希腊、波兰和东南欧。来自俄国和东欧的犹太人起初主要聚居在该市北部，在1950年代和1960年代大批移居到西郊。亚洲裔来自中国、菲律宾、日本和韩国。有2个族群曾经暂时被美国政府重新安置：1940年代的日本人，和1950年代的印第安人。1970年以后，亚洲裔来自越南、老挝、柬埔寨和泰国。从1990年代起，大批拉丁美洲裔人口和非洲难民（尤其是索马里难民）来到该市。
进入21世纪前后，明尼阿波利斯仍然延续了欢迎新移民的传统。在1990年到2000年之间，该都市区在国外出生的居民增长了127%。

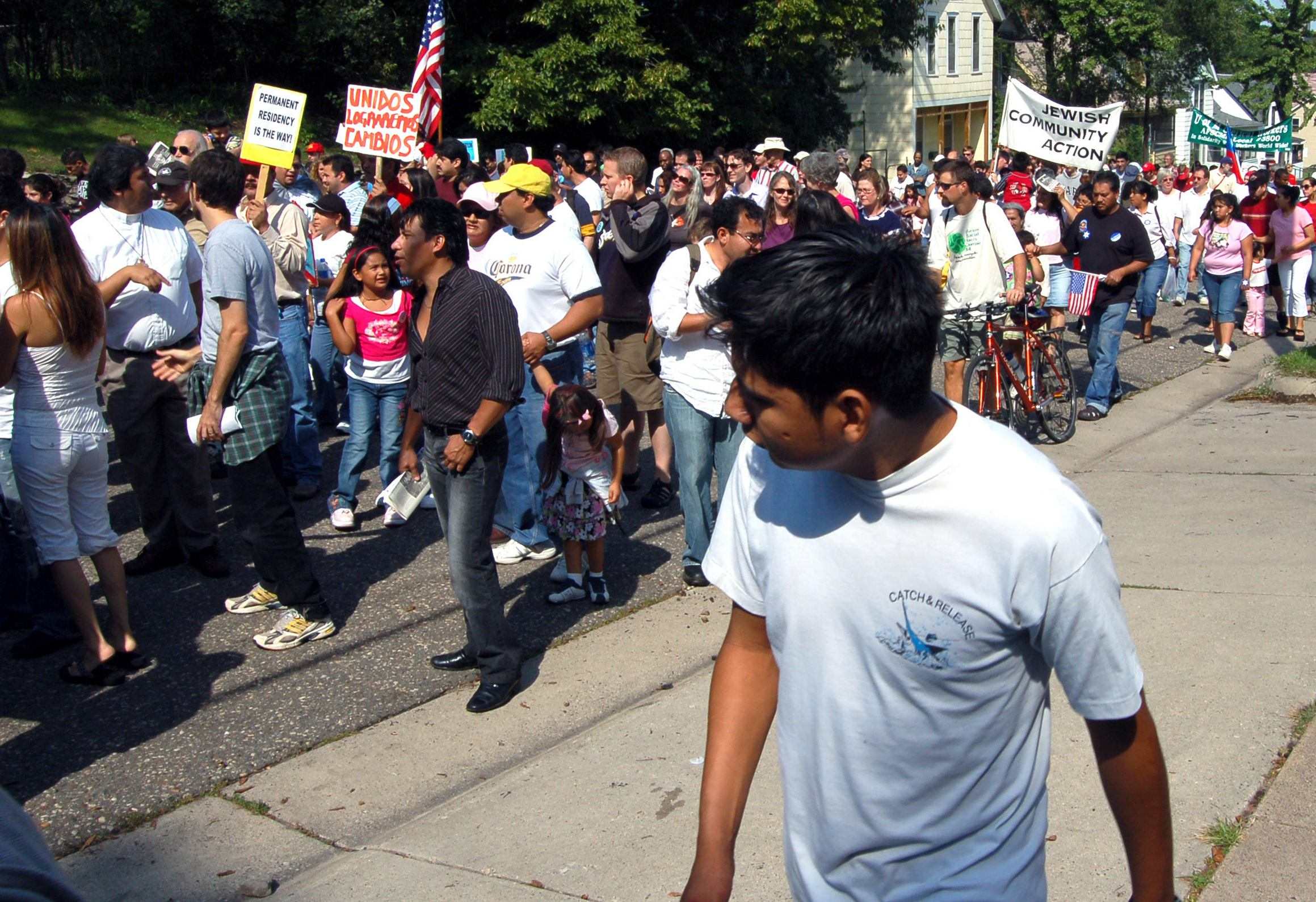
2006年，移民權益示威游行

2005年，美国人口统计署估计明尼阿波利斯的人口为372,811人，比2000年下降了2.6%。都市区议会估计2005年人口为387,711人，2006年为387,970人。1950年以前，人口持续增长，峰值达到521,718人，此后直到1990年前后，由于居民向郊区迁移造成人口持续下降。黑人、亚洲裔和西班牙裔的人口有所增长。现在非白人占总人口大约五分之一。
与2005年美国全国平均水平相比，明尼阿波利斯的白人、西班牙裔、老年人和失业者比重较低，而18岁以上人群和大学程度以上者比重较高。
与2000年相比，该都市区的统计数据趋于离散，改换职业的比例较高，年轻人和白人较多，失业率较低。少数民族在教育方面落后于白人，只有15%的黑人和13%的西班牙裔拥有学士学位，而白人拥有学士学位的比例达到42%。明尼阿波利斯的生活水准仍在上升，收入水平是美国中西部最高的，但是黑人家庭收入的中值（$17,000）低于白人家庭。黑人和西班牙裔居民拥有房屋的比例只有白人的一半，三分之一的亚洲裔人口生活在贫困线以下。
| 人口估计 | 人口估计 | 人口估计 | 人口估计 | 人口估计 | 人口估计 | 人口估计 | 人口估计 | 人口估计 | 人口估计 | 人口估计 | 人口估计 | 人口估计 | 人口估计 | 人口估计 | 人口估计 | 人口估计 |
| -------- | -------- | -------- | -------- | -------- | -------- | -------- | -------- | -------- | -------- | -------- | -------- | -------- | -------- | -------- | -------- | -------- |
| 年份     | 1860年   | 1870年   | 1880年   | 1890年   | 1900年   | 1910年   | 1920年   | 1930年   | 1940年   | 1950年   | 1960年   | 1970年   | 1980年   | 1990年   | 2000年   | 2005     |
| 人口     | 3,000    | 13,000   | 46,887   | 164,738  | 202,718  | 301,408  | 380,582  | 464,356  | 492,370  | 521,718  | 482,872  | 434,400  | 370,951  | 368,383  | 382,618  | 372,811  |
| 美国排名 | -        | -        | 38       | 18       | 19       | 18       | 18       | 15       | 16       | 17       | 25       | 32       | 34       | 42       | -        | -        |

## 经济

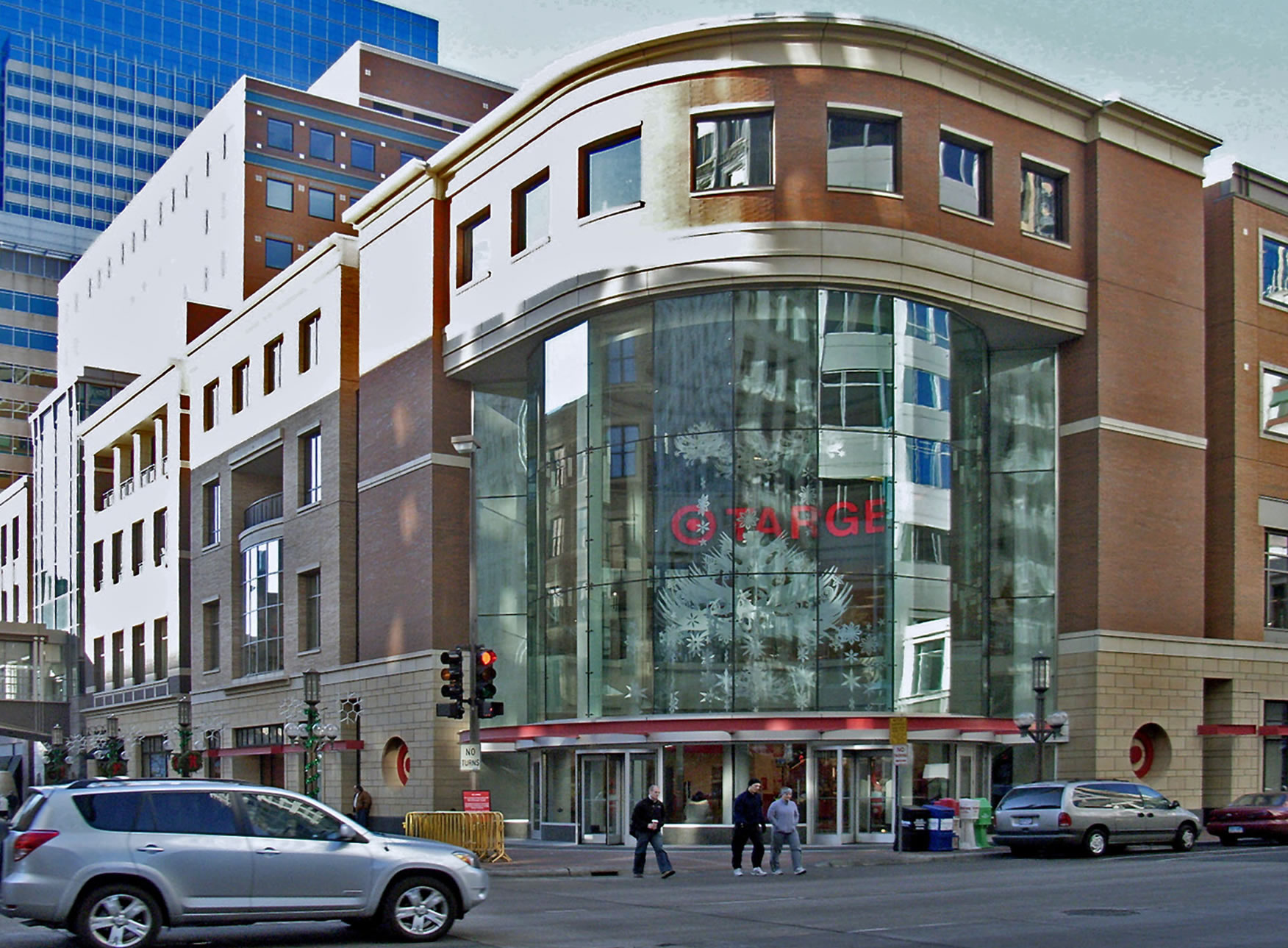
塔吉特百货公司在美国的47个州拥有1,500个零售店，35万名雇员

今天，明尼阿波利斯的经济基础是商业、金融、铁路与公路运输、医疗、工业，以及出版、面粉、食品加工、形象艺术、保险、和高科技产业。工业产品包括面粉、金属、汽车、化工、电子产品、电脑、精密医疗设备机械。

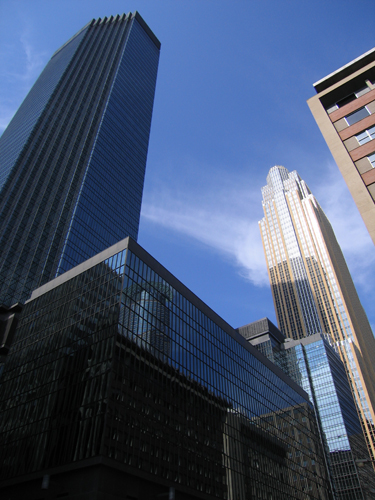
美通金融總部IDS中心（左側）、富國銀行廣場（右側）

财富500强中有5个公司的总部设在明尼阿波利斯：塔吉特百货公司（Target Corporation）、美国银行公司（U.S. Bancorp）、可赛能源公司（Xcel Energy）、Ameriprise Financial和Thrivent Financial for Lutherans。列入财富1000强的则有PepsiAmericas、Valspar公司和唐纳德森公司（Donaldson）。塔吉特百货公司是从尼科尔大道上1902年开设的乔治·戴顿商店发展而来嘉吉食品公司（Cargill）、通用磨坊食品公司（General Mills）等公司有时也被认为是明尼阿波利斯的企业，尽管它们是设在郊区。
2005年，明尼阿波利斯在交通问题的解决、医学试验、大学研究与开发经费、工作人口拥有的高等学位、无线局域网的利用，以及能源节约等方面，都远远超过全国平均水准。大众科学（Popular Science）将明尼阿波利斯称为美国的“高科技城市”。2006年，明尼阿波利斯在《吉卜林个人理财》（Kiplinger's Personal Finance）投票中列为全美最佳居住城市的第2名和年轻专业人士的“最酷7城”之一。
双子城地区的年生产总值达到1485亿美元，贡献明尼苏达州州生产总值的63.8%，人均收入排名美国第14位。这一地区正在从2000年全国不景气中恢复过来，2005年个人收入增长了3.8%，不过还是低于全国平均水平（5%）。该年第四季度，该市的就业率回到最高水平。
明尼阿波利斯联邦储备银行（及其设在赫勒拿 (蒙大拿州)的支行）服务于明尼苏达、蒙大拿、北达科他、南达科他，以及威斯康星州和密歇根州的部分地区。这是联邦储备银行12个联邦储备区中最小的一个，经营一个全国性支付系统，监督会员银行和银行控股公司，扮演美国财政部的银行家角色。明尼阿波利斯谷物交易所成立于1881年，坐落在河畔，是硬质春小麦期货和期权唯一的交易所。

## 艺术
明尼阿波利斯是美国第三大戏剧市场，人均拥有的剧院则仅次于纽约市，居美国第二位，拥有Theatre de la Jeune Lune、幻想剧团、丛林剧团、混血儿剧团、日蚀剧院、Brave New Workshop、明尼苏达舞蹈剧团、Theater Latté Da，和儿童剧团。1965年，法国建筑师Jean Nouvel为位于明尼阿波利斯的另一个百老汇——格斯里剧院（Guthrie Theater）设计了一座三层舞台的新建筑明尼阿波利斯收购并修复了亨尼平大道上的欧菲姆（Orpheum）、州立和潘特吉斯（Pantages）剧院以及电影院，现在用作音乐会
明尼阿波利斯拥有为数一打的大型的艺术、文化、科学与历史博物馆，还有一些较小的美术馆、博物馆，4个大型的芭蕾舞、舞蹈和民间舞团体，以及电影摄制者团体，和无数的戏剧团体。

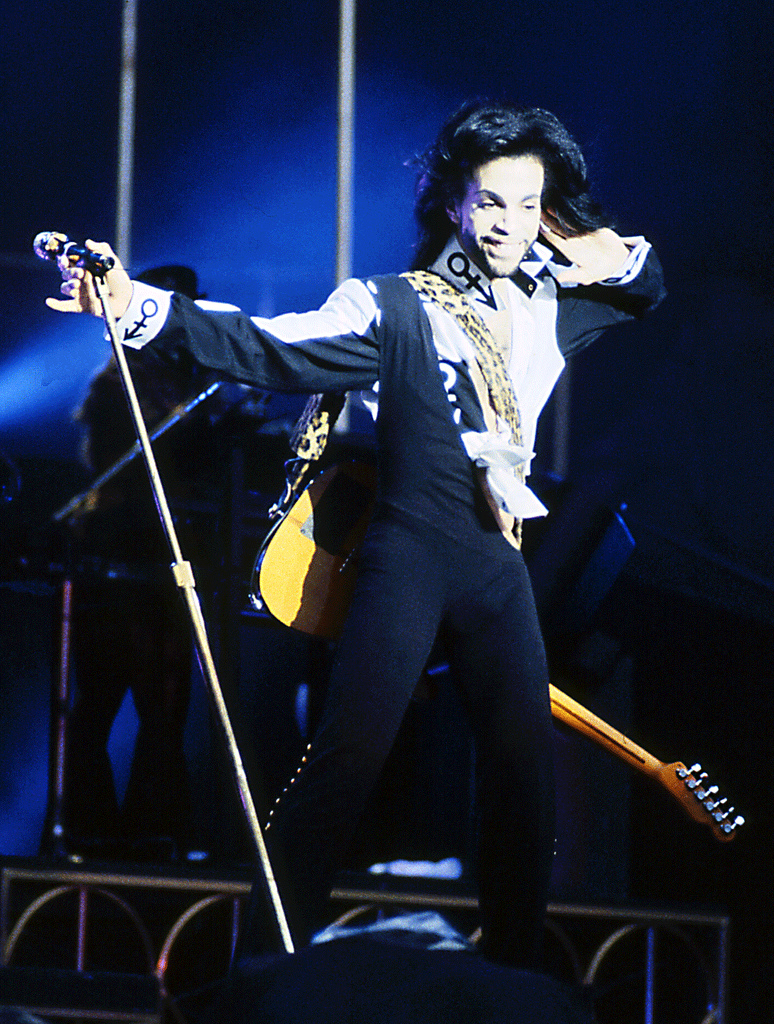
王子

明尼阿波利斯艺术协会位于明尼阿波利斯市中心的南部，建于1915年，是一个巨大的美术馆，其永久收藏达到100,000件。其扩建部分由Michael Graves设计，完成于2006年，拥有更宽敞的空间，展出当代与现代作品。靠近市中心的沃克艺术中心在2005年将规模扩大了一倍。魏斯曼艺术博物馆（Weisman Art Museum），由弗兰克·盖里为明尼苏达大学设计，在1993年开放。其扩建部分也由盖里设计，预期在2009年投入使用。
王子是明尼阿波利斯最著名的音乐家之一。

## 体育
- 美國職棒大聯盟：明尼蘇達雙城隊
- 美國國家籃球協會：明尼蘇達灰狼隊
- 國家女子籃球聯盟：明尼蘇達山猫
- 國家美式足球聯盟：明尼蘇達維京人隊

| 明尼阿波利斯的职业运动俱乐部 | 明尼阿波利斯的职业运动俱乐部 | 明尼阿波利斯的职业运动俱乐部     | 明尼阿波利斯的职业运动俱乐部 | 明尼阿波利斯的职业运动俱乐部 |
| 俱乐部                       | 运动                         | 联盟                             | 主场                         |                              |
| ---------------------------- | ---------------------------- | -------------------------------- | ---------------------------- | ---------------------------- |
| 明尼蘇達山猫                 | 篮球                         | 國家女子籃球聯盟西部联盟         | 塔基特中心（Target Center）  |                              |
| 明尼蘇達森林狼隊             | 篮球                         | 美国国家篮球协会（NBA）西部联盟  | 塔基特中心                   |                              |
| 明尼蘇達雙城隊               | 棒球                         | 美国职棒大联盟美国联盟           | 塔基特球場（Target Field）   |                              |
| 明尼蘇達維京人隊             | 美式足球                     | 國家美式足球聯盟國家美式足球聯會 | 胡伯特·哈姆佛里圆顶体育场    |                              |

## 政府
早期的明尼阿波利斯曾经有过一个政府腐败、犯罪猖獗的时期，直到1900年代中叶的经济低迷时期。自从1950年以后人口下降，大部分市区对城市复兴和道路修建无动于衷，这导致了一种“垂死与安宁”的环境。1990年代以后经济复苏，但是犯罪率也有所上升。1999年以后的4年中凶杀案数量有所增加，到2006年达到历史最高点。

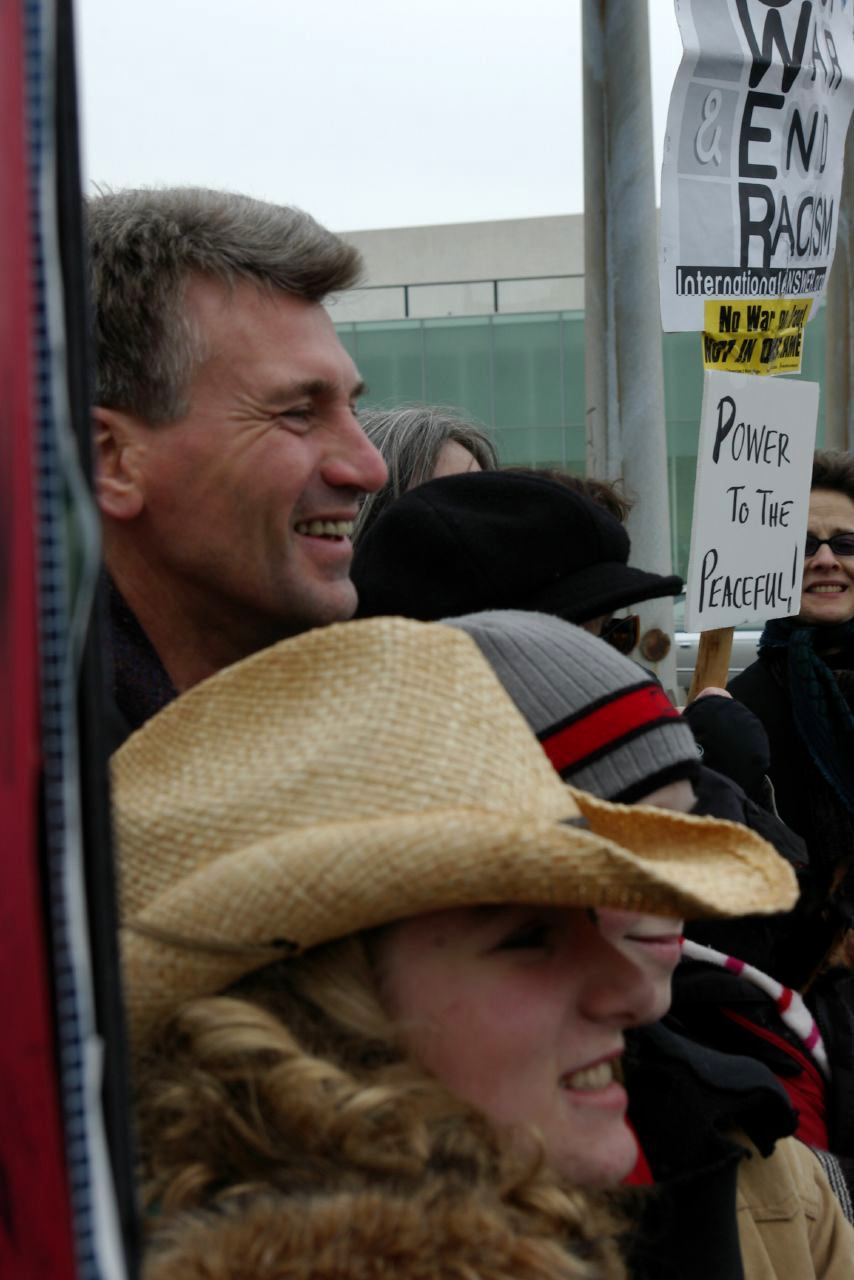
明尼阿波利斯市长R.T. Rybak一家在2007年反战集会上

明尼阿波利斯是明尼苏达民主农民劳动党的大本营。明尼阿波利斯市议会代表该市的13个区，拥有最高权力。在其13个席位中，明尼苏达民主农民劳动党占据12席，另外一席归属明尼苏达绿党。2007年的市长R.T. Rybak属于明尼苏达民主农民劳动党。市长担任警察首长。
明尼阿波利斯警察署不顾被批评为“种族歧视”，从纽约市引进了一个派遣警察前往高犯罪地点的计算机系统，导致主要犯罪案件下降。政治家们解释这样做的理由和行动方案，包括增加警员数目，使青年人不再结伙吸毒，而是去帮助贫困家庭。2007年，该市投资公共安全设施，雇用了40多名新警员，和新警察署长Tim Dolan.
Betsy Hodges
加拿大和挪威在明尼阿波利斯设立永久性的领事馆。丹麦、厄瓜多尔、芬兰、法国、德国、英国、危地马拉、韩国、荷兰、罗马尼亚和瑞典在此设立荣誉领事。

## 教育

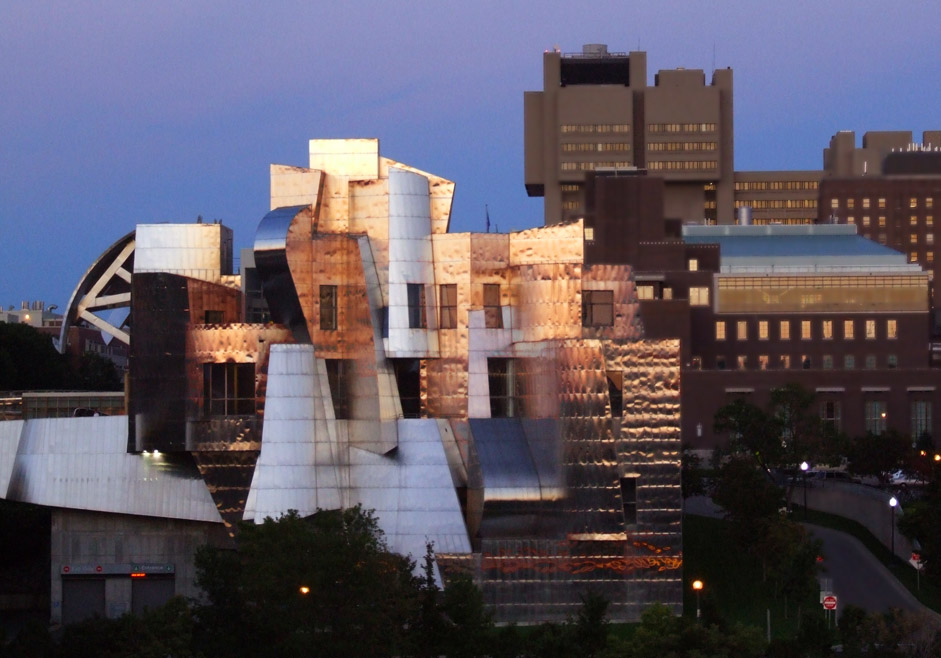
明尼苏达大学

明尼阿波利斯的公立初等与中等教育系统共招收36,370名学生，学区管理大约100所公立学校，包括45所小学、7所初中、7所高中、8所特殊教育学校、8所另类学校、19所契约另类学校（contract alternative school）、5所特许学校（charter school）等。教育署从州立法机关得到授权，负责制定政策，选择学校负责人，监督学区的预算、课程、人员和设施。在家说90种不同语言的学生们使用英语、苗语、西班牙语和索马里语。除了公立学校以外，该市还拥有超过20所私立学校、学院和大约20所附加特许学校（additional charter school）。
明尼阿波利斯的学院区以明尼苏达大学为主，那里拥有超过5万名在校学生，20个学院。该校成立于1851年，起初是一所预科学校，今天以工程学、应用数学、管理学、卫生学和经济学著称，设有140多个研究机构。

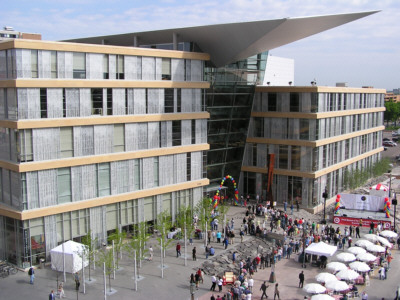
明尼苏达公共图书馆

## 交通

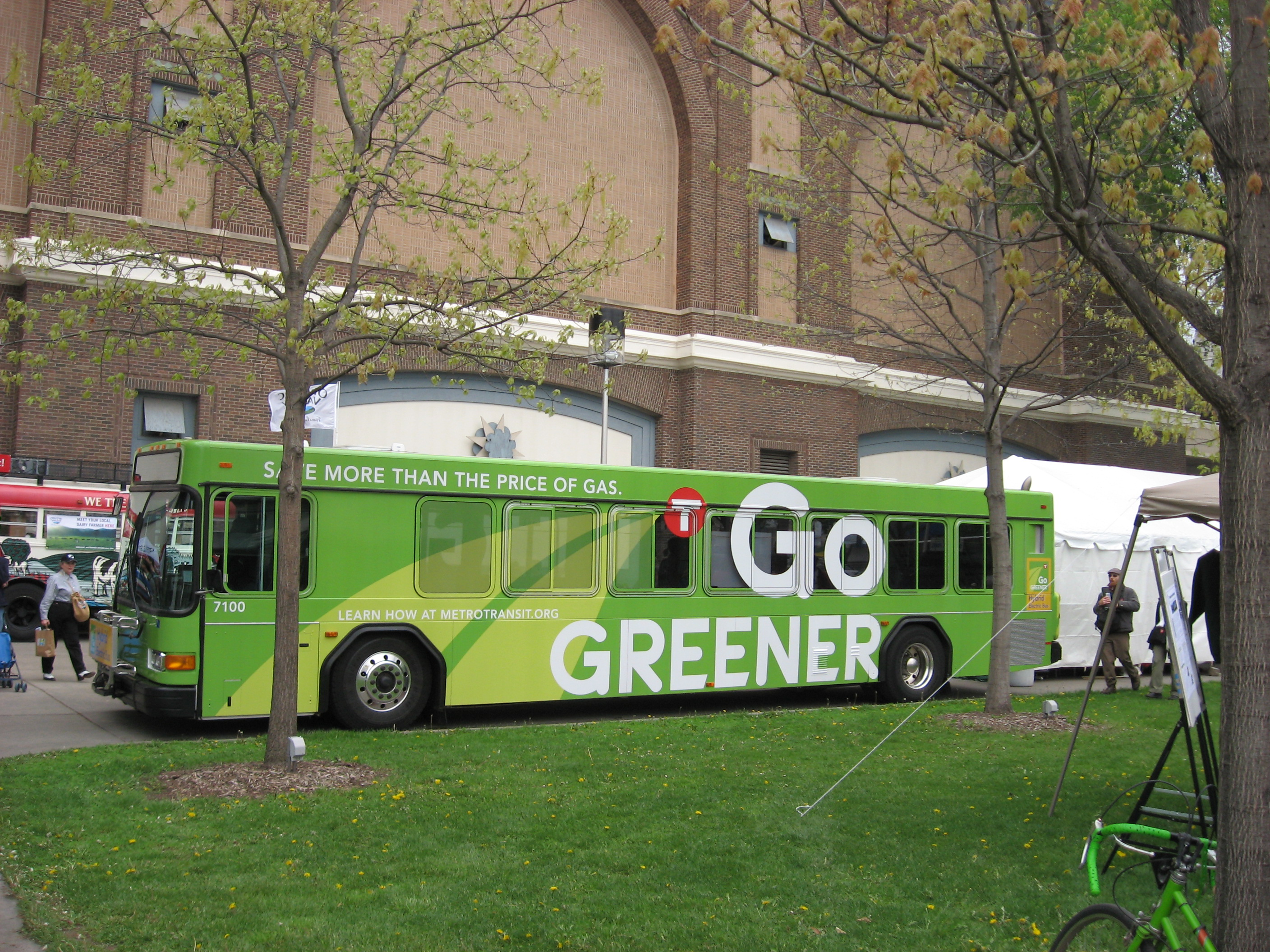
Metro Transit混合柴电动力公共汽车

在明尼阿波利斯-圣保罗地区，有一半的居民在他们所居住的城市里工作。大多数居民驾驶小汽车，但是在市中心工作的16万人中有60%的通勤者采用每人单独驾驶一辆汽车以外的手段。替代的交通方式受到鼓励。大都市理事会的Metro Transit，经营该市的轻轨系统和大部分公共汽车，對於可能偶尔遭困的通勤者，例如夜间工作者，通过“保证乘车到家”计划，提供免费旅行凭证来消除他們的担心。。Hiawatha轻轨列车每天运送34,000 riders，将明尼阿波利斯-圣保罗国际机场（MSP）、美国购物中心（Mall of America）和市中心连接起来。大部分线路是在地面行驶，但是也有一部分在高架轨道上运行（包括富兰克林大道站和湖街站），大约2英里（3.2）的线路在地下行驶，包括位于机场的林白地铁总站。到2009年末，线路将向西延伸四分之一英里，在标靶球场（Target Field）新建明尼苏达州双子城的总站。计划修建的中央走廊（Central Corridor）轻轨经过大学大道，将明尼阿波利斯市中心、明尼苏达大学和圣保罗市中心联结起来，预期2014年完成。北极星走廊全长40英里，从大湖，通过北郊，终止于将在2009年12月开放的，位于标靶球场的多式联运联运总站。
明尼阿波利斯拥有一个庞大的“高架路系统”，这是长达11公里的封闭的玻璃行人天桥，将市中心的80个街块连接起来。二楼的餐馆和零售店连接到在平日开放的这些通道。
出租车条例规定，到2009年，10%的地方要方便轮椅通行，并使用替代燃料或燃料效率高的车辆。从2011年开始，该市对343出租车的限制将被解除。

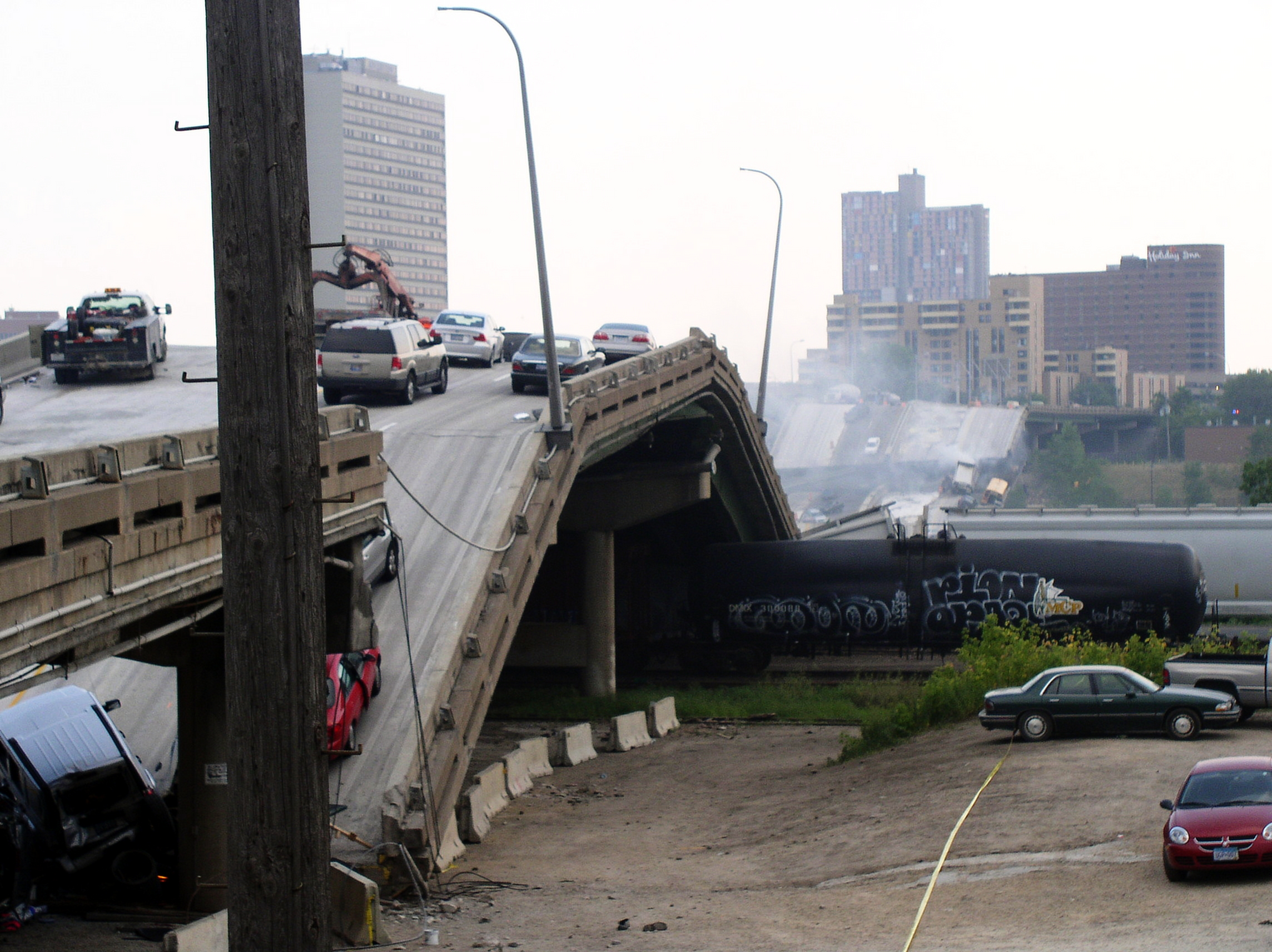
2007年8月1日，35号州际公路密西西比河大桥倒塌，造成13人死亡、上百人受伤

在美国骑自行车上下班者比例最高的城市中，明尼阿波利斯排名第四位。每天，该市有上万名骑自行车者使用自行车专用道，其中许多人是在冬天骑车。公共工程局将自行车专用道系统从Grand Rounds扩建到56 英里（90 公里），of off-street commuter trails包括市中心林荫道、轻轨自行车径、凯尼尔沃思自行车径、雪松湖自行车径、和沿着密西西比河的西河花园路自行车径。明尼阿波利斯还在街道上开辟了34 英里（54 公里）的自行车专用道，通过在汽车上装备自行车架和提供在线自行车地图，来鼓励人们骑自行车。许多自行车专用道和桥梁（例如石拱桥），都是利用了过去的铁路线改建而成，供自行车和行人使用。2007年，《福布斯》杂志引证了该市的自行车专用道、公共汽车和轻轨，将明尼阿波利斯列为世界第5清洁的城市。
明尼阿波利斯-圣保罗国际机场（MSP）占地13.7 平方公里，位于该市东南方，介于明尼苏达州5号公路、77号公路、62号公路和494号州际公路之间。该机场开通3条国际航线、12条国内航线、7条包机航线和4条地区航线，并且是达美航空公司、梅莎巴航空公司和阳光乡村航空公司（Sun Country Airlines）的枢纽和总部。
在芝加哥和西雅图之间运营的美国国铁的帝国创始者号（Empire Builder）火车，每天停靠在附近的圣保罗中途车站。连接市中心和大湖的通勤铁路线“北极星走廊”于2009年开通，它利用现有铁路轨道，预计每日运送5000名通勤乘客。

## 宗教与慈善团体

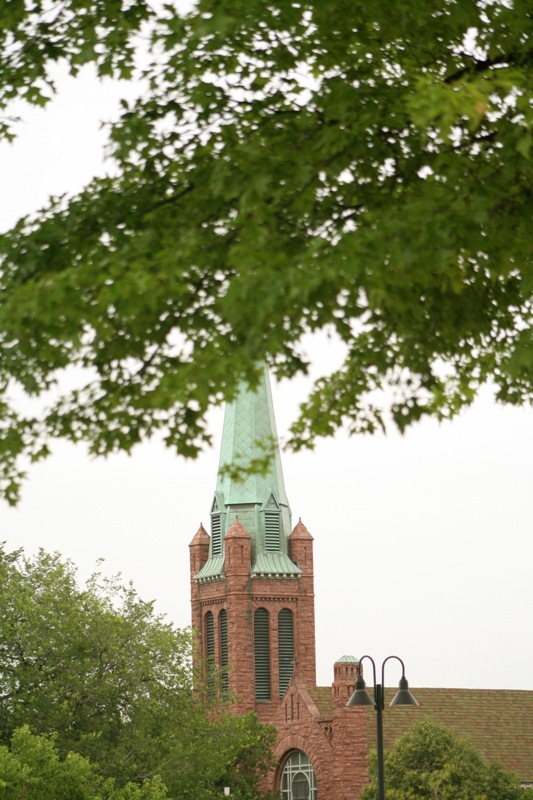
圣司提反公共服务机构致力于消除无家可归者

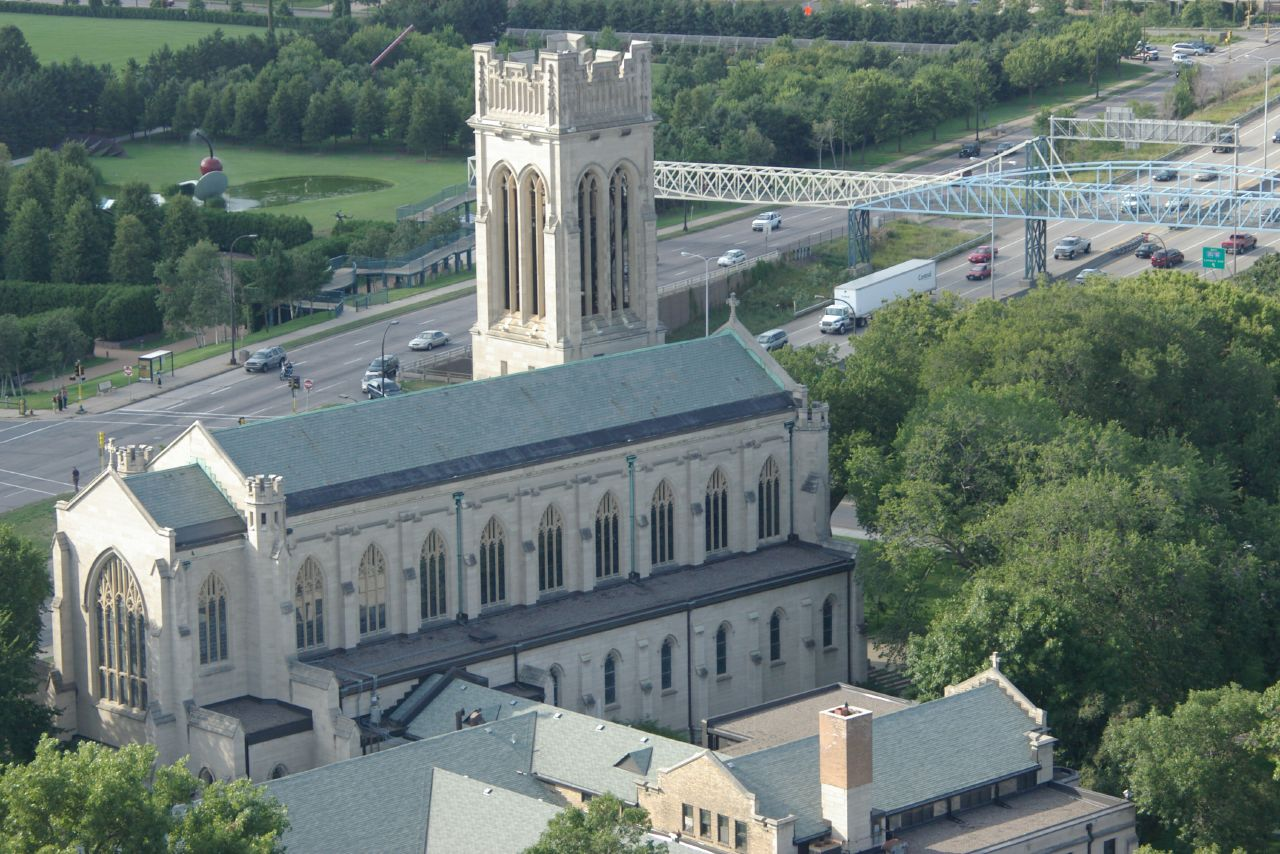
圣公会圣马可座堂

明尼阿波利斯地区的原住民达科他人普遍相信鬼魂，对并非所有的欧洲移民都信奉宗教感到惊讶。今天的明尼阿波利斯拥有超过50个教派和一些著名教堂，那些渊源于新英格兰地区的大部分是新教教派、贵格会和普救派。该市最古老的持续使用的教堂是位于尼科尔岛的天主教露德圣母堂，1856年由普救派所建，此后不久被法国天主教会获得。明尼阿波利斯的第一个犹太社团Shaarai Tov成立于1878年，1902年在东岛建造了犹太会堂，1920年起称为以色列圣殿（Temple Israel）。东正教圣母主教座堂创建于1887年，在1897年刊办了一所传教学校，在1905年创办了美国第一所俄罗斯东正教神学院。教宗庇护十一世命名了美国第一座宗座圣殿，位于Loring Park附近的天主教圣母圣殿。

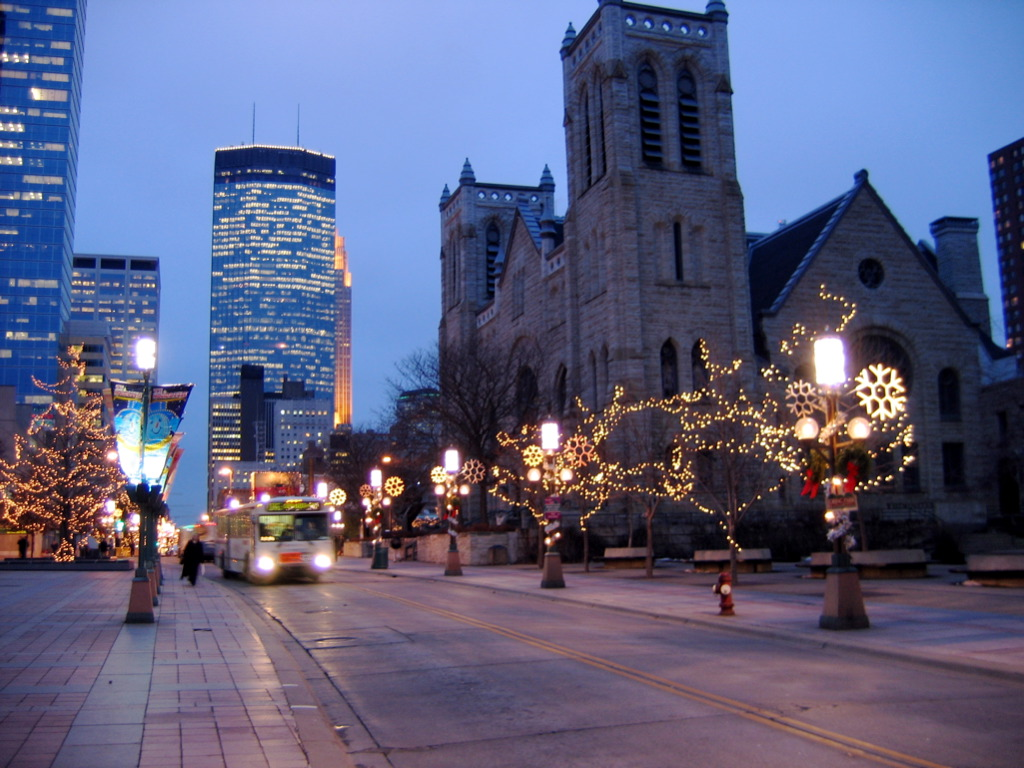
右侧是明尼阿波利斯威斯敏斯特长老会教堂，中间偏左是明尼阿波利斯基金会所在的IDS中心

从1940年代末到2000年代大约40年中，葛培理布道协会（Billy Graham Evangelistic Association）、《抉择》杂志，和寰宇电影公司（World Wide Pictures）的总部都设在明尼阿波利斯。著名的五旬节派电视福音布道家金贝克（Jim Bakker）和妻子泰米·菲尔（Tammy Faye）在明尼阿波利斯神召会开设的美国中北大学（North Central University）相识，在1980年代开始进行面向1350万个家庭的电视布道，主持“赞美主”（Praise the Lord）电视频道。明尼阿波利斯西南部的橄榄山路德会教堂现在拥有6,000名活跃的成员，是世界上最大的路德会堂会。位于朗费罗社区的路德会基督教堂，是建筑师埃利尔·沙里宁（埃列爾·薩里寧）的最佳作品之一。这个堂会后来又增建一座校舍，由他的儿子埃罗·沙里宁负责设计。
慈善事业是社区生活的重要部分。明尼阿波利斯-圣保罗地区有超过40%的成年人献出时间担任义工，这一比率是全美国最高的。天主教慈善组织（Catholic Charities）是当地最大的社会服务提供者之一美国难民委员会每年援助10个非洲、巴尔干和亚洲国家的100万难民和无家可归者。虽然明尼阿波利斯没有顶级的企业，但是《商业伦理》（Business Ethics）却将总部设在明尼阿波利斯，它是“Corporate responsibility officers”杂志的前身。明尼苏达州最古老的基金会，明尼阿波利斯基金会投资和管理超过900项慈善基金，联系捐赠者与非赢利机构。整个都市区慈善捐款总数的13%捐献给了文化艺术事业。近来扩建的文化设施估计耗资10亿美元，其中大部分都来自私人捐助。

## 医疗与公用事业

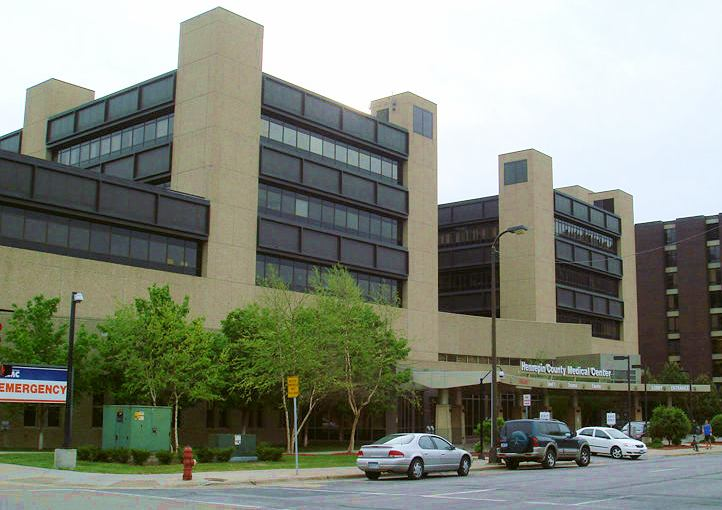
亨尼平县医学中心

明尼阿波利斯拥有6所医院，其中3所都被“美国新闻与世界报道”列为美国最佳医院—阿博特西北医院、亨尼平县医学中心（HCMC）和明尼苏达大学医学中心。这3所医院都创立于19世纪和20世纪初，创立之初的名称都与今日不同。该市还拥有布里顿物理治疗与康复中心和明尼苏达儿童医院。北部纪念医学中心是一个一级创伤中心的所在地，梅奥诊所位于罗彻斯特，距离该市有75分钟车程。

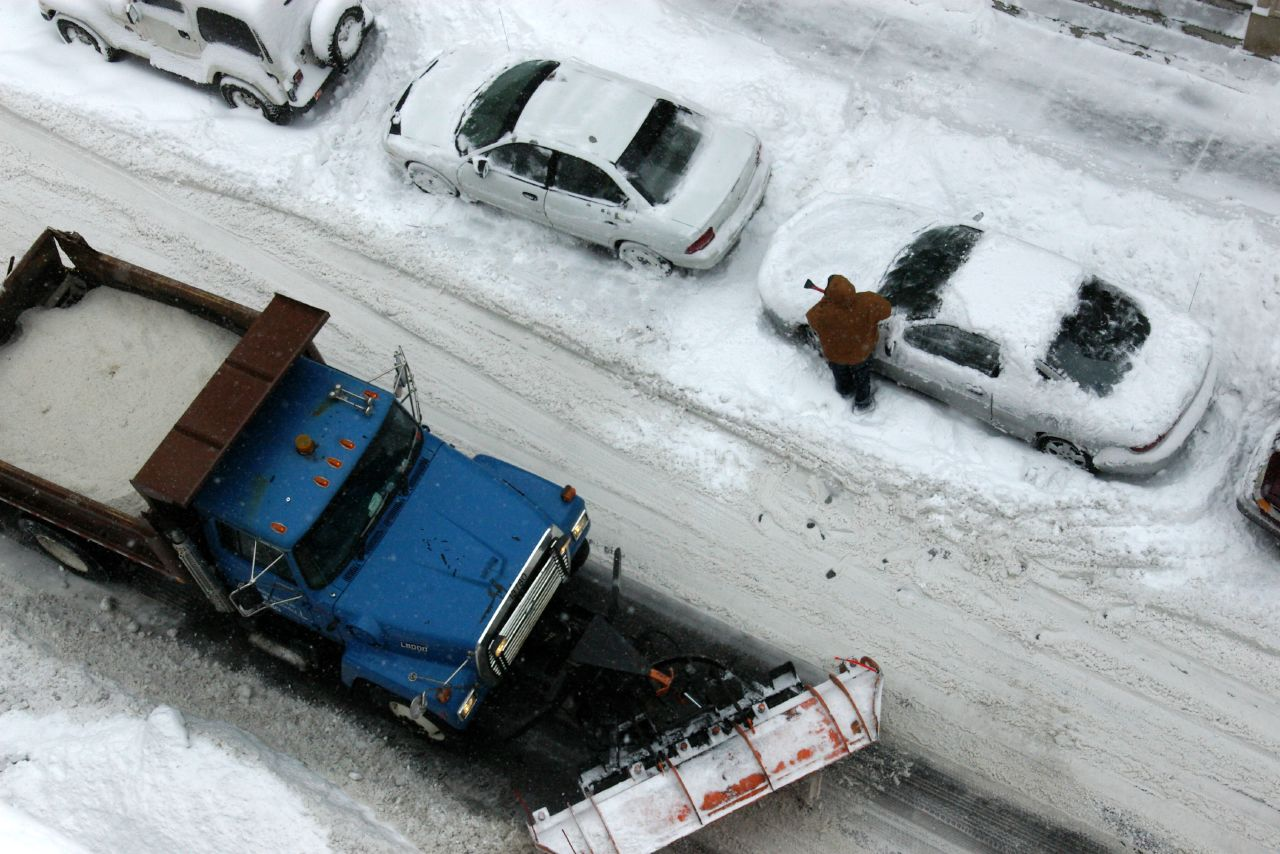
暴风雪

亨尼平县医学中心开设于1887年，是一所公立教学医院和I级创伤中心，又称为总医院，每年接待35万门诊病人和9.5万急诊病人，2006年为其中约18％的明尼苏达人提供无偿照顾。
心脏外科在这所大学的各医院发展起来，到1957年，已经有超过200例的病人在心脏手术中存活下来，其中许多是儿童。大约在这时，美敦力公司开始实施心脏起搏器植入术。
公用事业实行垄断：Xcel能源供应电力，CenterPoint能源供应天然气，奎斯特（Qwest）是固定电话供应商，Comcast提供有线电视服务。2007年，覆盖全市范围的无线网络开始，明尼苏达的美国互联网提供10年，每月向居民收取约20美元，向企业收取30美元。明尼阿波利斯是最早在全城实施公共Wi-Fi的城市之一，到2008年7月，覆盖了大半个城市，但是该市东部和中西部缺乏覆盖。该市的水处理和供水 并要求支付每月固体废物清扫、回收费用。回收的居民获得相应的信用。危险废物由亨尼平县drop off sites处理。在每次暴风雪之后，明尼阿波利斯公共工程街道部犁过了超过1000英里（1609公里）的街道和400英里（643.7公里）的小巷—两侧均计数，超过了明尼阿波利斯和西雅图之间的往返距离。条例规范暴风雪期间停车在犁过的路线上，并在全市各处铲雪。

## 友好城市
该市拥有8座友好城市：
| - 聖地牙哥（智利），1961年 - 庫奧皮奧（芬兰），1972年 - 茨木市（日本），1980年 - 新西伯利亞（俄罗斯），1988年 | - 圖爾（法国），1991年 - 哈尔滨（中華人民共和國），1992年 - 烏普薩拉（瑞典），2000年 - 埃爾多雷特（肯尼亚），2000年 |

还与以下城市有非正式关系：
- 廣島市（日本）

- 坎帕拉（乌干达）

## 延伸阅读
- Lileks, James. . 2003  [2007-04-02]. （原始内容存档于2010-08-09）.
- . Rake Publishing, Inc.   [2007-04-02]. （原始内容存档于2007-03-31）.
- Richards, Hanje. . Thunder Bay Press. 2002-05-07. ISBN 978-1-57145-687-8.